# Championnats du monde de duathlon 2018
Navigation
Édition précédente Édition suivante
Les championnats du monde de duathlon 2018, vingt-neuvième édition des championnats du monde de duathlon  ont eu lieu le 6 juillet 2018  à Fyn au Danemark. Ils sont organisés dans le cadre du Multisport World Championship Festival qui réunit plusieurs championnats mondiaux de sports gérés par la Fédération internationale de triathlon (ITU). La rencontre internationale propose  également lors de ses journées consacrées aux pratiques enchainées, des compétitions pour les catégories junior, U23 (espoir), classe d'âge (amateur) et paraduathlon.

## Résumé de course
La course pour les titres de champion et championne du monde de duathlon, se déroule le vendredi 6 juillet 2018 dans le cadre des championnats mondiaux multi sport organisé par la Fédération internationale de triathlon  à Fyn. Les tenants des titres, le Français Benoît Nicolas et l'Australienne Felicity Sheedy-Ryan sont présents au départ et visent à se succéder, face à un plateau de haut niveau. La course se déroule sur distance M, de 10 kilomètres de course à pied, 40 de vélo sur route et de nouveau 5 kilomètres de course à pied.

## Palmarès  et distances
Les tableaux présentent le résultat des courses élites et U23 sur la distance M et S pour le paraduathlon.

### Élites
| Rang               | Athlète           | Pays        | Temps           |
| ------------------ | ----------------- | ----------- | --------------- |
| Médaille d'or      | Andreas Schilling | Danemark    | 1 h 35 min 56 s |
| Médaille d'argent  | Yohan Le Berre    | France      | 1 h 35 min 57 s |
| Médaille de bronze | Mark Buckingham   | Royaume-Uni | 1 h 36 min 47 s |
| 4                  | László Tarnai     | Hongrie     | 1 h 37 min 48 s |
| 5                  | Arnaud Dely       | Belgique    | 1 h 37 min 59 s |
| 6                  | Benjamin Choquert | France      | 1 h 39 min 50 s |
| 7                  | Vincent Bierinckx | Belgique    | 1 h 39 min 56 s |
| 8                  | Philip Wylie      | Royaume-Uni | 1 h 56 min 14 s |

| Rang               | Athlète              | Pays           | Temps           |
| ------------------ | -------------------- | -------------- | --------------- |
| Médaille d'or      | Sandrina Illes       | Autriche       | 1 h 49 min 29 s |
| Médaille d'argent  | Ai Ueda              | Japon          | 1 h 49 min 38 s |
| Médaille de bronze | Georgina Schwiening  | Royaume-Uni    | 1 h 49 min 47 s |
| 4                  | Felicity Sheedy-Ryan | Australie      | 1 h 50 min 20 s |
| 5                  | Sandra Levenez       | France         | 1 h 50 min 42 s |
| 6                  | Melanie Maurer       | Suisse         | 1 h 51 min 45 s |
| 7                  | Gillian Sanders      | Afrique du Sud | 1 h 51 min 48 s |

### U23 (espoirs)
| Rang               | Athlète         | Pays     | Temps           |
| ------------------ | --------------- | -------- | --------------- |
| Médaille d'or      | Arnaud Dely     | Belgique | 1 h 37 min 59 s |
| Médaille d'argent  | Krzysztof Hadas | Pologne  | 1 h 40 min 35 s |
| Médaille de bronze | Wesley Mols     | Pays-Bas | 1 h 41 min 14 s |

| Rang               | Athlète             | Pays     | Temps           |
| ------------------ | ------------------- | -------- | --------------- |
| Médaille d'or      | Lucie Picard        | France   | 1 h 54 min 25 s |
| Médaille d'argent  | Sophie Van Der Most | Pays-Bas | 1 h 54 min 43 s |
| Médaille de bronze | Hikari Tamura       | Japon    | 1 h 55 min 10 s |

### Paraduathlon
|        | Rang          | PTS2 | PTS3             | PTS4             | PTS5 | PTWC                     |
| ------ | ------------- | ---- | ---------------- | ---------------- | ---- | ------------------------ |
| Hommes | Médaille d'or | PC   | Joaquin Carrasco | Hávard Vatnhamar | PC   | Antonio Daniel Muller H1 |
| Femmes | Médaille d'or | PC   | Marianne Hüche   | PC               | PC   | PC                       |